# Bigastro (stolica tytularna)
Bisuldino (łac. Dioecesis Bigastrensis) – stolica historycznej diecezji w Hiszpanii, istniejącej w pierwszych wiekach. 
Współczesne miasto Cehegín we wspólnocie autonomicznej Murcja. Obecnie katolickie biskupstwo tytularne ustanowione w 1969 przez papieża Pawła VI.

## Biskupi tytularni
| Lp. | Biskup                       | Funkcja                                                        | Od                | Do              |
| --- | ---------------------------- | -------------------------------------------------------------- | ----------------- | --------------- |
| 1   | Settimio Todisco             | administrator apostolski Molfetta-Giovinazzo-Terlizzi (Włochy) | 15 grudnia 1969   | 24 maja 1975    |
| 2   | Augusto Lauro                | biskup pomocniczy Cosenzy (Włochy)                             | 8 września 1975   | 7 kwietnia 1979 |
| 3   | Alfonso Coto Monge           | wikariusz apostolski Limón (Kostaryka)                         | 7 marca 1980      | 22 lipca 2006   |
| 4   | Juan Antonio Martínez Camino | biskup pomocniczy Madrytu (Hiszpania)                          | 17 listopada 2007 |                 |